# 北方東口站
- 關於天龍濱名湖鐵道天龍濱名湖線的車站，請見「森町醫院前站」。
- 關於大阪市高速電氣軌道 (Osaka Metro)的車站，請見「南森町站」。

北方東口站（日语：／ Kitagata Higashiguchi eki */?）是位於岐阜縣本巢郡北方町，名古屋鐵道揖斐線的鐵道車站（廢站）。此站為北方町最東車站。

## 歷史

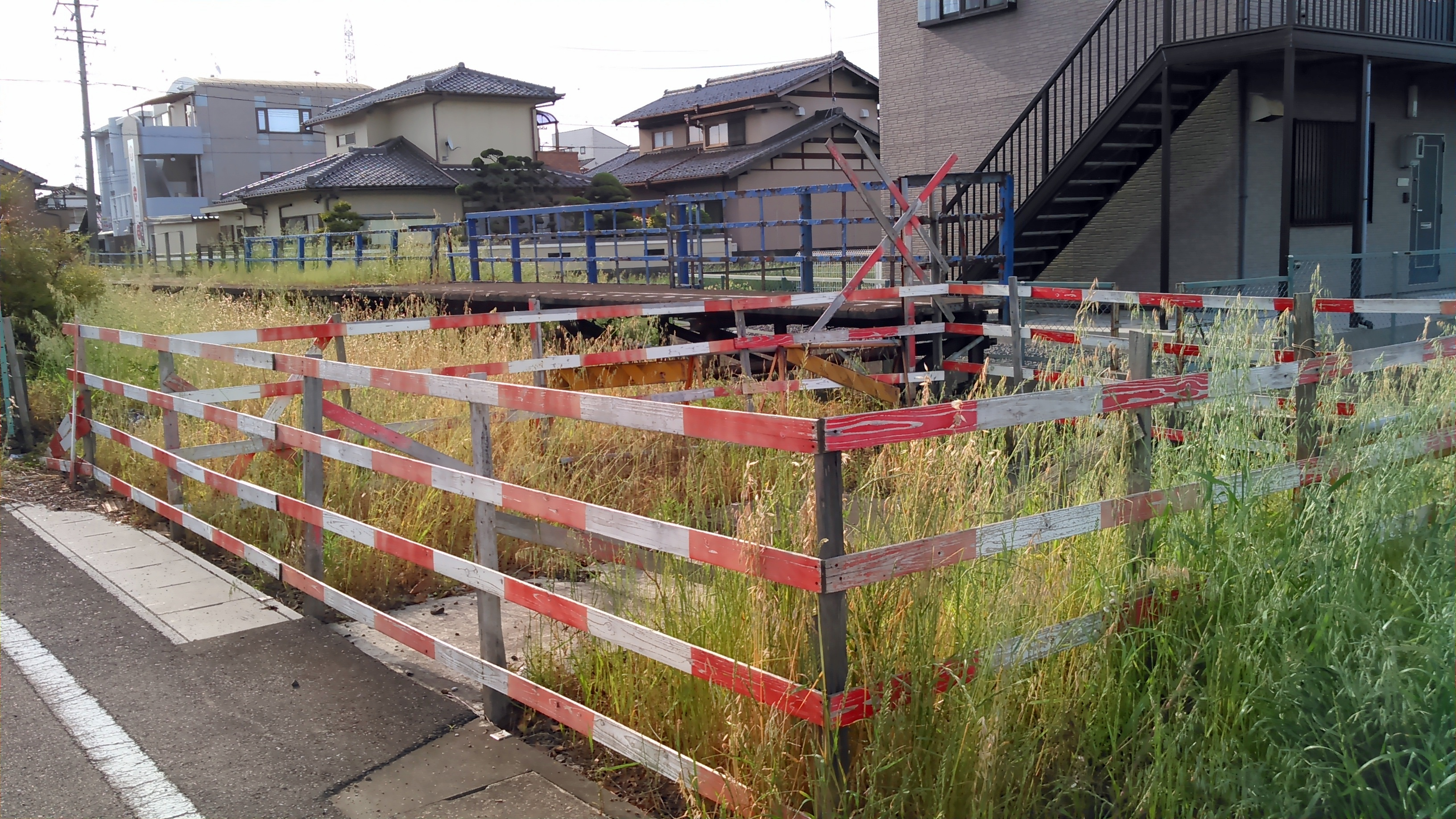
月台遺址（2015年10月。望向北方千歲町站一方）

- 1914年（大正3年）3月29日 - 岐北輕便鐵道忠節站至北方町站（後來名為美濃北方站）之間開通，森町站啟用[2][3][4][5]。
- 1921年（大正10年）11月10日 - 岐北輕便鐵道合併至美濃電氣軌道[6]。成為美濃電氣軌道的北方線。
- 約1927年（昭和2年） - 改名為北方東口站[3][4]。
- 1930年（昭和5年）8月20日 - 美濃電氣軌道與名古屋鐵道（第一代。同年中改名為名岐鐵道，在1935年起再改名為名古屋鐵道）合併。成為名古屋鐵道的車站[7][8]。
- 1948年（昭和23年）11月1日前 - 成為無人車站[9]。
- 2005年（平成17年）4月1日 - 揖斐線忠節站至黑野站之間被廢除，此站也被廢除[5][4]。

有書籍記載此站的舊稱不是森町站，而森町站為另一座車站。在這個情況下，此站應在1927年啟用。

## 車站構造
截至車站廢除前，此站是地面車站，設有1面1線的單式月台。月台上設有長椅和上蓋。

### 配線圖
| ← 黑野方向      | 北方東口站 站內配線略圖 | → 忠節方向 |
| 图例 参考文献： |                         |            |

## 使用狀況
- 在中提及在1992年度，當時1日平均上下車人次為1,148人，為除岐阜市內線均一車費區間內各站（岐阜市內線、田神線、美濃町線徹明町站至琴塚站之間）外名鐵所有車站（342站）中排名第213，揖斐線、谷汲線之間（24站）排名第4[1]。

## 車站周邊
車站位於北方町市區內。在車站東南方為岐阜縣立岐阜農林高等學校。

## 相鄰車站
名古屋鐵道
■揖斐線
■急行·■普通
又丸－北方東口－北方千歲町
- 在1922年（大正11年）前，此站與北方千歲町站之間曾設有新町站（日语：／）。

## 注腳
1. 1 2  名古屋鐵道廣報宣傳部（編）. . 名古屋鐵道. 1994: 651–653.
2. ↑  「軽便鉄道運輸開始」《官報》1914年4月9日（國立國會圖書館數碼化資料）
3. 1 2  岐阜のチンチン電車 岐阜市内線と美濃町・揖斐・谷汲線の85年，pp.220-230。
4. 1 2 3  “岐阜線”各線停車場一覧 揖斐線，p.144。
5. 1 2 3  今尾惠介（監修）.  7 東海. 新潮社. 2008: 52-53. ISBN 978-4-10-790025-8 （日语）.
6. ↑  在8月27日已經批准《鉄道省鉄道統計資料. 大正10年度》（國立國會圖書館數碼化收藏）
7. ↑  . 鄉土出版社（日语：郷土出版社）. 1997: 218. ISBN 4-87670-097-4 （日语）.
8. ↑  名古屋鉄道広報宣伝部（編）. . 名古屋鉄道. 1994: 745 （日语）.
9. ↑  名古屋鉄道広報宣伝部（編）. . 名古屋鐵道. 1994: 881 （日语）.
10. ↑  廃線路線主要駅の今昔 揖斐線，p.96。
11. ↑  電氣車研究會（日语：電気車研究会），《鐵道畫刊（日语：鉄道ピクトリアル）》通卷第473號 1986年12月 臨時增刊号 「特集 - 名古屋鐵道」，附圖「名古屋鐵道路線略圖」
12. ↑  川島令三. . 名古屋北部・岐阜篇 1. 草思社（日语：草思社）. 1997: 142. ISBN 4-7942-0796-4 （日语）.
13. ↑  . 鐵道Forum.   [2016-06-11]. （原始内容存档于2023-05-06） （日语）.